# Juan Pérez del Castillo
Juan Miguel Séptimo Pérez del Castillo (Huánuco, 9 de enero de 1943) es un político peruano. Fue diputado por el departamento de Ucayali en el breve periodo 1990-1992.

## Biografía
Juan Pérez del Castillo nació en la ciudad de Huánuco, el 9 de enero de 1943.
En el año 1966 fue elegido como regidor del distrito de José Crespo y Castillo, de la provincia de Leoncio Prado en el departamento de Huánuco, por la alianza Acción Popular - Democracia Cristiana.

### Diputado por Ucayali
Participó en las elecciones parlamentarias del año 1990 como candidato a la Cámara de Diputados del Congreso de la República en representación del departamento de Ucayali por la lista independiente “Acuerdo Popular”. Pérez logró ser elegido para el periodo parlamentario 1990-1995. Sin embargo, no pudo completar su periodo congresal tras el autogolpe de estado decretado por el presidente Alberto Fujimori el 5 de abril de 1992.
En las elecciones regionales del año 2002, postuló a la presidencia del Gobierno Regional de Ucayali quedando en el sexto lugar con el 6.105% de los votos válidamente emitidos. En 2006 intentó sin éxito ser regidor en la provincia de Coronel Portillo como miembro del partido Acción Popular.